# Trichobactrus
Trichobactrus brevispinosus es una especie de araña araneomorfa de la familia Linyphiidae. Es el único miembro del género monotípico Trichobactrus.

## Distribución
Se encuentra en Mongolia y en Tuvá en Rusia.